# Râul Stupini
Râul Stupini sau Râul Valea Mare este un curs de apă, afluent al râului Almaș în județul Sălaj